# L'Ombre du Z
L'Ombre du Z est la cinquante-huitième histoire et le seizième album de la série Spirou et Fantasio d'André Franquin, Greg et Jidéhem. Elle est publiée pour la première fois dans Spirou du no 1140 au no 1183. C'est la suite directe de l'épisode précédent : Z comme Zorglub.

## Univers

### Synopsis
Zorglub est vaincu. Spirou, Fantasio et le comte de Champignac rentrent au château en zorglumobile. Cependant, en survolant le village, ils réalisent que le policier Jérôme n'a pas été dézorglhommisé et que, au moyen de la zorglonde, il a paralysé la quasi-totalité de Champignac. Heureusement, ils parviennent rapidement à le capturer et à libérer les villageois…
Quelque temps plus tard, Zorglub arrive au château, prétendant être journaliste d'une revue scientifique. Dans un premier temps, grâce à une de ses inventions, il n'est pas reconnu, mais le marsupilami, qui est insensible à la zorglonde, révèle son identité. Constatant qu'au dehors, il y a des zorglumobiles pilotées par des zorglhommes, le comte, profondément déçu, reproche à Zorglub de ne pas avoir tenu sa promesse et le chasse du château. Très contrarié, ce dernier, s'enfuit, protégé par ses zorglhommes. 
Cependant, alors qu'il vient de faire le plein dans une station-service, et que le commerçant exige d'être payé en francs, Zorglub paralyse ce dernier pour clore la discussion, et, mettant un point d'honneur à s'acquitter de sa dette avant de partir, laisse un billet de Palombie dans la main du pompiste paralysé : cette erreur permet au comte et à ses compagnons de déduire que le savant s'est installé dans ce pays d'Amérique du Sud.
Fantasio alerte l'armée de l'air, mais Zorglub parvient encore à s'échapper en utilisant des émetteurs de zorglonde pour donner aux pilotes l'ordre irrésistible d'abaisser la poignée située au-dessus de leur tête — actionnant ainsi le siège éjectable.
Le comte de Champignac et ses amis se rendent donc à Chiquito en Palombie. Sur place, ils constatent que Zorglub utilise sa zorglonde pour forcer les habitants du pays à lui acheter le savon et le dentifrice qu'il fabrique, afin de financer ses recherches. Peu après, des bandits — des zorglhommes à peine déguisés — braquent les magasins qui vendent la marchandise. 
Le comte, Spirou et Fantasio se rendent donc à la base de Zorglub dont le comte a trouvé l'emplacement, devinant que le vide laissé sur une des cartes est dû à la zorglonde qui a empêché les photographes d'accomplir leur mission. Sur place, Zorglub reconnaît sa méthode de vente, mais pas les hold-up. En explorant la base, Spirou tombe sur le lieutenant de Zorglub, le véritable auteur des hold-up, qui n'est autre que Zantafio. Les héros, accompagnés de Zorglub, essayent de l'arrêter, mais il s'empare d'une arme dangereuse qui foudroie Zorglub avant de se désintégrer, assommant le bandit. 
Les héros livrent donc Zantafio à la police et dézorglhommisent les derniers zorglhommes, tandis que le comte jure de trouver un antidote pour sauver son collègue.

### Personnages

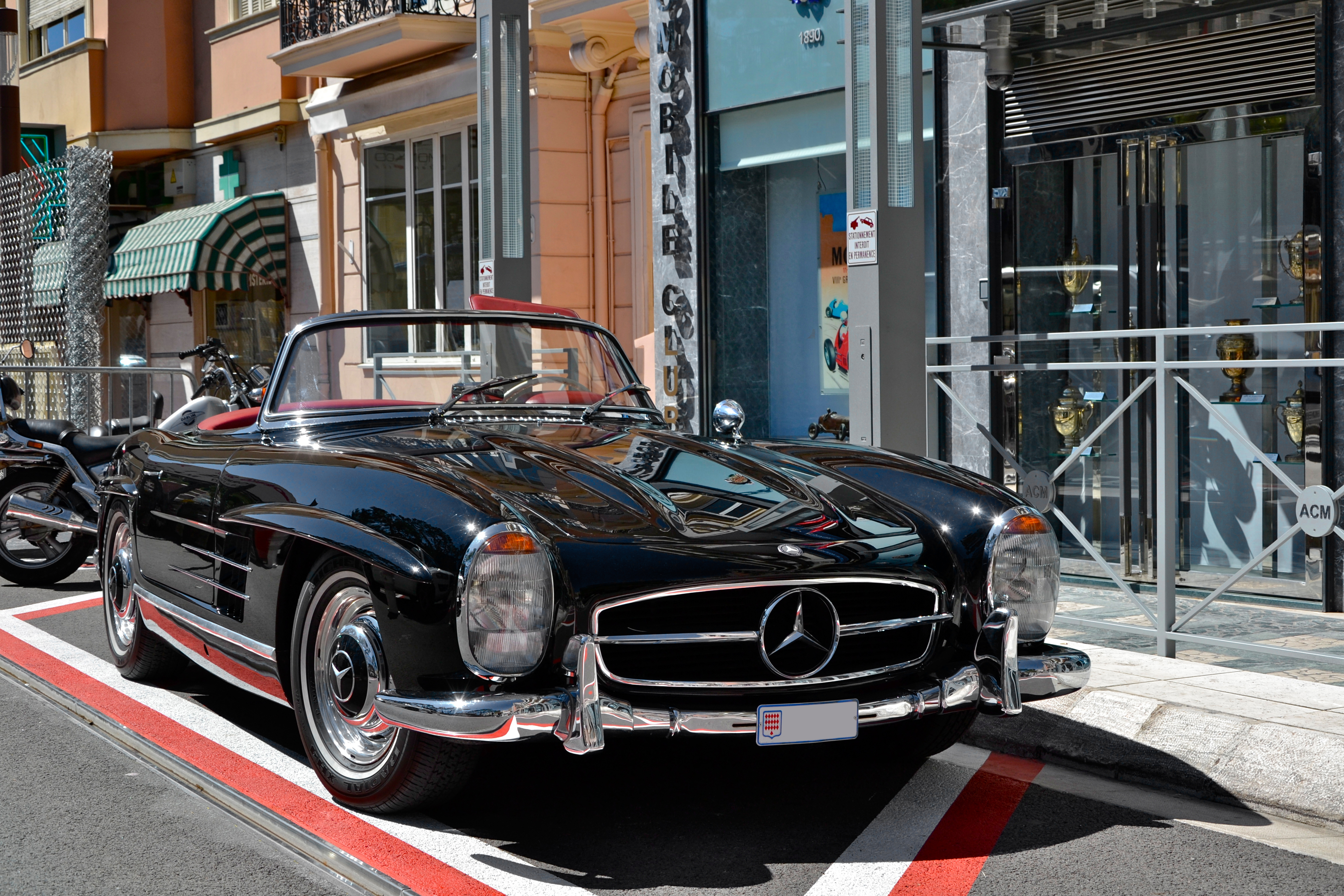
La voiture de Zantafio en Palombie, la Mercedes-Benz 300 SL Roadster.

- Spirou
- Fantasio
- Spip
- Le marsupilami
- Le comte de Champignac
- Zorglub
- Le maire de Champignac
- Jérôme
- Zantafio

## Publication

### Revues
- Histoire publiée pour la première fois le Journal Spirou : du no 1140 du 18 février 1960 au no 1183 du 15 décembre 1960[2].

### Album
- Édition originale : 61 planches, format normal. Dupuis, (DL 01/1962)[1]
- En 2009, l’histoire est intégrée au septième volume de l'Intégrale Spirou et Fantasio : Le mythe Zorglub. 176 planches, format normal. Dupuis, (DL 04/2009)  (ISBN 978-2-8001-4387-3)[3]

### Traductions
- Suédois : Skuggan av Z, Carlsen Comics.